# وینچنزو آلبانزه
وینچنزو آلبانزه (ایتالیایی: Vincenzo Albanese؛ زادهٔ ۱۲ نوامبر ۱۹۹۶) دوچرخه‌سوار اهل ایتالیا است.
از باشگاه‌هایی که در آن رکاب زده‌است می‌توان به باردیانی–سی‌اس‌اف اشاره کرد.